# Molophilus (Molophilus) laricicola
Molophilus (Molophilus) laricicola is een tweevleugelige uit de familie steltmuggen (Limoniidae). De soort komt voor in het Nearctisch gebied.